# Лептоспермум
Лептоспермум (Leptospermum) — рід дерев'янистих рослин родини Миртових (Myrtaceae). Латинська назва роду утворена від leptos — «тонкий» і spermum — «насіння».

## Опис
Вічнозелені чагарники або невеликі дерева висотою 1–8 м, рідко до 15–20 м. Всі частини рослини містять ефірні олії.
Листки прості, дрібні або середнього розміру, з зубчастим краєм. Супротивні, розташовані спірально на гілках. Є прилистки.
Квітки поодинокі або зібрані в цимозне суцвіття. Квітки радіально-симетричні, п'ятичленні, двостатеві або чоловічі. П'ять пелюсток білого, рожевого або червоного кольору. Є 5–55 тичинок. 2–12 плодолистків зростаються з утворенням нижньої зав'язі.
Запилення комахами (ентомофілія) або птахами (орнітофілія).
Плід — суха коробочка, мало- або багатонасінні, з легкими, крилатими або безкрилими насінням.